# 日下部老
日下部 老（くさかべ の おゆ）は、飛鳥時代から奈良時代にかけての貴族。姓は宿禰。官位は従四位下・右衛士督。

## 経歴
和銅元年（708年）従六位下から四階昇進して従五位下に叙爵。元明朝末の和銅8年（715年）従五位上に昇叙される。
元正朝の養老5年（721年）正月に佐為王・山上憶良らの文人と共に、退庁後に皇太子・首皇子（のちの聖武天皇）に仕えて教育を行うよう命じられた。また同年、右衛士督として左衛士督・大伴牛養と共に、父母との離別が長期間のため衛士の逃亡が多発していることを理由に、衛士の役務年数を3年に短縮するよう奏上し、認められている。神亀元年（724年）聖武天皇の即位に伴い従四位下に叙せられる。
天平4年（732年）3月22日卒去。最終官位は散位従四位下。

## 官歴
『六国史』に基づく。
- 時期不詳：従六位下
- 和銅元年（708年） 正月11日：従五位下（越階）
- 和銅8年（715年） 4月25日：従五位上
- 養老5年（721年） 正月23日：見正五位上。日付不詳：見右衛士督[3]
- 神亀元年（724年） 2月22日：従四位下
- 天平4年（732年） 3月22日：卒去（散位従四位下）